# Mauro Cantoro
Pour les articles homonymes, voir Cantoro.
Roberto Mauro Cantoro, né le 1er septembre 1976 à Ramos Mejìa, est un ancien footballeur polono-argentin. Il occupait le poste de milieu de terrain.
Par ordonnance du Président Lech Kaczyński, en avril 2008, il a reçu la nationalité polonaise, qu'il avait demandé en mars 2005. La cérémonie protocolaire s'est déroulée le 16 mai 2008 à Cracovie.

## Carrière

### En club
Mauro Cantoro commence sa carrière au Vélez Sársfield de Buenos Aires, le plus grand club argentin local, et où il joue de 1994 à 1997. Avec El Fortin, Cantoro remporte le championnat argentin et la Copa Libertadores. Du printemps 1997 à 1999, il évolue à l'Universitario de Deportes au Pérou, et décroche par deux fois le championnat national. Après trois courts passages au Blooming Santa Cruz (Bolivie), à l'Atlético Rafaela (Argentine) et à Ascoli (Italie), Mauro Cantoro signe à l'automne 2001 au Wisła Cracovie. Le 26 octobre 2001, il dispute son premier match avec le Wisła, contre le Zagłębie Lubin. Après deux bonnes années, ponctuées par un titre de champion et deux coupes nationales, Cantoro connaît une saison 2003-2004 difficile. Mais il se reprend vite, et enchaîne avec une spectaculaire saison, autant sur le plan personnel (trente-huit rencontres et trois buts) que collectif (double confrontation face au Real Madrid, larges succès en championnat). Depuis cette saison, il enchaîne les matches et les trophées. Lié au Wisła Cracovie jusqu'au 30 décembre 2009, son contrat n'est pas renouvelé, et Cantoro se retrouve alors libre. Il reste en Pologne et signe pour six mois avec une option de prolongation d'un an à l'Odra Wodzisław Śląski, dans l'optique de maintenir le club en première division. Le 26 février 2010, il dispute son premier match avec son nouveau club, contre le Lechia Gdańsk.

### En sélection
Il a été sélectionné pour participer avec l'équipe d'Argentine des moins de dix-sept ans à la Coupe du monde 1993. Il y a disputé deux matches et inscrit un but, contre le Canada (victoire cinq à zéro). L'Argentine a terminé troisième de son groupe.

### Palmarès
- Vainqueur de la Copa Libertadores : 1994
- Champion d'Argentine : 1996
- Champion du Pérou : 1998, 1999
- Champion de Pologne : 2003, 2004, 2005, 2008, 2009
- Vainqueur de la Coupe de Pologne : 2002, 2003